# Connect:Direct
Connect:Direct- originalmente llamado Network Data Mover (NDM) - es un producto de software informático que transfiere archivos entre mainframes y/o computadoras de gama media. Fue desarrollado para mainframes siendo añadidas posteriormente otras plataformas. En 1993, NDM se renombró como Connect:Direct, tras la adquisición de Systems Center, Inc. por Sterling Software. En 1996, Sterling Software ejecutó una escisión pública formando una nueva entidad llamada Sterling Commerce, que consistía en el Communications Software Group (la unidad de negocio responsable de la comercialización del producto Connect:Direct y otros productos de transferencia de archivos, propiedad de Sterling Software, creados antes de 1993 (por ejemplo Connect:Mailbox)) y el negocio Sterling EDI Network. En 2000, SBC Communications adquirió Sterling Commerce. En noviembre de 2005, SBC Communications se fusionó con AT&T. En 2010, IBM completó la compra de Sterling Commerce a AT&T.

## Tecnología
Originalmente el Connect:Direct de Sterling utilizaba la arquitectura de red propietaria de IBM (SNA) a través de líneas privadas dedicadas entre las partes involucradas en la transferencia de datos. A principios de la década de 1990 se añadió soporte a TCP/IP. La ventaja principal de Connect:Direct sobre FTP consistió en que hizo las transferencias de archivos rutinarias y fiables. 
El IBM Sterling Connect:Direct es utilizado en la industria de servicios financieros, agencias gubernamentales y otras organizaciones de gran tamaño que tienen múltiples plataformas de cómputo: mainframes, de gama media, sistemas Linux o Windows. En términos de velocidad, las transferencias via Connect:Direct se ejecutan ligeramente más rápido que usando FTP, alcanzando la velocidad máxima que la interconexión puede soportar. Connect:Direct tiene varios modos de compresión que pueden mejorar en gran medida el rendimiento de la transferencia, pero se debe tener cuidado en entornos multiprocesamiento pues Connect:Direct puede consumir grandes cantidades de ciclos de CPU, llegando a afectar a otras cargas de trabajo. 
Connect:Direct originalmente no soportaba la transferencia de archivos encriptados y seguros, sin embargo se proporcionó dicho soporte mediante una adición llamada Connect:Direct Secure+. El cifrado se efectúa mediante los protocolos SSL, TLS o STS. Desde su adquisición por IBM, la adición se agregó al producto base, por lo que ahora siempre es compatible con los últimos estándares de encriptado y seguridad. 
La transferencia de archivos via Connect:Direct se pueden hacer en dos formatos: el modo binario (donde no ocurre una traducción) o en un modo en el que se utiliza la traducción para convertir un archivo ASCII a EBCDIC mientras se envía desde o hacia un mainframe. Estas conversiones son manejadas automáticamente basándose en los sistemas locales, siendo esto una ventaja sobre otros productos de software para la transferencia de archivos cuando se efectúa la transferencia entre sistemas distribuidos y mainframes.
Connect:Direct cae bajo una categoría de productos de transferencia de archivos llamada Transferencia de Archivos Administrada (MFT), los cuales son utilizados por empresas y entidades de gobierno para la transferencia de datos electrónicos críticos.
Connect:Direct es compatible con el protocolo patentado de tecnología de transferencia FASP™ desarrollado originalmente por Aspera Software (desde 2014 una compañía de IBM). FASP (Protocolo rápido y seguro) añade lógica para el tratamiento de congestión de redes propietarias y recuperación de paquetes, sobre UDP, lo que resulta en transferencias extremadamente rápidas que no interfieren con el tráfico de red TCP/IP.

## Historia
A mediados de la década de 1980, varios empleados abandonaron la UCC (University Computing Company posteriormente renombrada como Uccel Corp.) para formar The System Center, Inc. en Dallas, Texas. La nueva compañía iba a desarrollar una herramienta de gestión de sistemas mainframe. Durante la investigación de los requisitos de este nuevo paquete de software, se hizo evidente que sería una herramienta más comercial un producto de transferencia de archivos de alta velocidad. De este modo se creó el Network Data Mover (NDM). Originalmente desarrollado para soportar transferencia de archivos de alta velocidad entre mainframes que usaban el sistema operativo OS/MVS de IBM, posteriormente se añadió soporte para los sistemas operativos DOS/VSE (DOS para maninframe, no para PC) y VM/CMS de IBM. Se amplió el rango de soporte reconociendo la necesidad de abarcar la diversidad de entornos de hardware, de gama media, y finalmente PC. Actualmente, el producto se puede utilizar en casi todos los sistemas operativos de uso común.
La compañía The System Center, Inc. había desarrollado un producto que tenía gran demanda, pero necesitaba recursos adicionales para aprovechar el mercado por lo que se fusionó con VM Software de Reston, Virginia, para formar Systems Center, Inc., con sede en Reston. Con los fondos adicionales obtenidos con la fusión, NDM se convirtió en el estándar de facto para la transferencia de archivos de alta velocidad en el mundo SNA. A inicios de la década de 1990 fueron tiempos difíciles para la empresa con grandes oscilaciones de las cotizaciones bursátiles, despidos, seguido de expansiones y contrataciones sólo unos meses más tarde. Durante uno de los momentos bajos, la compañía fue comprada por Sterling Software de Dallas en 1993. Sterling Software había tenido viejos vínculos con Sterling Commerce a través de Sam Wyly, el fundador de la UCC. La sede se trasladó de nuevo a Dallas. En 1996 la compañía se dividió de nuevo en dos divisiones separadas, NDM y VM. Las dos nuevas empresas fueron llamados Sterling Commerce (el grupo de transferencia de archivos) y Sterling Software (todo el software de aplicación).
Sterling Software tenía su propio producto de transferencia de archivos, llamado Synctrac, el cual se fusionó con la división NDM para crear una sola entidad centralizada para transferencia de archivos. A medida que se produjo el auge de Internet, las necesidades de estos sistemas de transferencia de archivos creció y el valor de la división creció. Finalmente a principios del 2001, en los últimos días del boom de las empresas punto com, pocas semanas antes del truene, Sam Wyly y Sterling Williams venden Sterling Commerce a SBC Communications (ahora AT&T) por 3 mil 900 millones de dólares. Días más tarde, la otra mitad de Sterling fue vendida a Computer Associates Internacional por 4 mil millones de dólares.
IBM anunció el cierre de su adquisición de Sterling Commerce el 27 de agosto de 2010 por alrededor de mil 400 millones de dólares.